# NGC 5057
NGC 5057 (другие обозначения — UGC 8342, MCG 5-31-169, ZWG 160.176, NPM1G +31.0268, PGC 46202) — гигантская линзообразная галактика (S0) в созвездии Волосы Вероники.
Морфологический тип галактики — (RL)SA(l)0+. Это довольно типичная крупная галактика с абсолютной звёздной величиной −20,6m. Галактика была подробно изучена с помощью наблюдений на 6-метровом телескопе БТА. Балдж галактики — компактный, с экспоненциальным профилем поверхностной яркости. Галактика имеет протяженное кольцо или линзу с плоским профилем поверхностной яркости — эту структуру можно проследить до радиуса около 13 кпк от центра. Звёздное население во всей галактике старое, а излучения ионизированного газа нигде не наблюдается, включая упомянутое кольцо. Кроме того, область кольца или линзы отличается очень низкой металличностью звезд. Звездообразование в кольце, скорее всего, происходило давно и в течение длительного времени, и началось после аккреции бедного металлами газа извне.
Этот объект входит в число перечисленных в оригинальной редакции «Нового общего каталога».